# Chrysoprasis cuiciuna
Chrysoprasis cuiciuna là một loài bọ cánh cứng trong họ Cerambycidae.